# Carios rossi
Carios rossi är en fästingart som beskrevs av Kohls, Sonenshine och Clifford 1965. Carios rossi ingår i släktet Carios och familjen mjuka fästingar. Inga underarter finns listade.